# The American Guitar Academy
The American Guitar Academy fue fundada en los Estados Unidos en 1991. En 2011 abrió su primera sucursal international en Tokio, Japón. La academia es conocida por ser la primera escuela de guitarra en Tokio que ofrece clases en diferentes idiomas incluyendo Japonés, Inglés, Español, Francés, Italiano, y Alemán. The American Guitar Academy se especializa en enseñar diferentes estilos de guitarra acústica y guitarra eléctrica, como por ejemplo Jazz, Rock, Blues, Pop, Funk, Guitarra Clásica, Guitarra Flamenca, Tango, música Folclórica, R&B, y más.

## Información general
En octubre del 2014, the American guitar Academy abrió su segunda localidad en el área de Ropongi. Actualmente, ocho diferentes profesores de ocho diferentes países forman parte del currículo académico. Las clases de guitarra son especializadas y diseñadas para estudiantes con necesidades específicas. Estas varían desde el nivel básico, hasta niveles superiores. Además de dictar clases privadas o en grupo, también ofrecen clases de música de cámara, presentación en vivo, teoría musical, y solfeo, como parte del Programa Internacional de Guitarra.
Michael Kaplan, el director the American Guitar Academy, publicó un libro de transcripciones de guitarra bepop, editado y distribuido por Berklee Press and Hal Leonard. Además ha colaborado con Mike Diliddo y Jamey Aebersold en un libro de comping guitar.
The American Guitar Academy está actualmente en el proceso de trabajar con Bill Edwards, el autor de Fretboard logic y Truefire, una de las más grandes páginas de internet que ofrecen lecciones de guitarra en video. Fretboard and Truefire son visionarios que crean constantemente nuevos parámetros con nuevos proyectos con el fi de buscar nuevas manaras de cambiar e innovar el mundo de la guitarra en Japón.